# Chiesa di San Pietro (Ombriano)
La chiesa di Pietro era un luogo di culto cattolico, affiancata da un cenobio di monaci benedettini cluniacensi, che si ergeva a Ombriano, quartiere di Crema.

## Storia

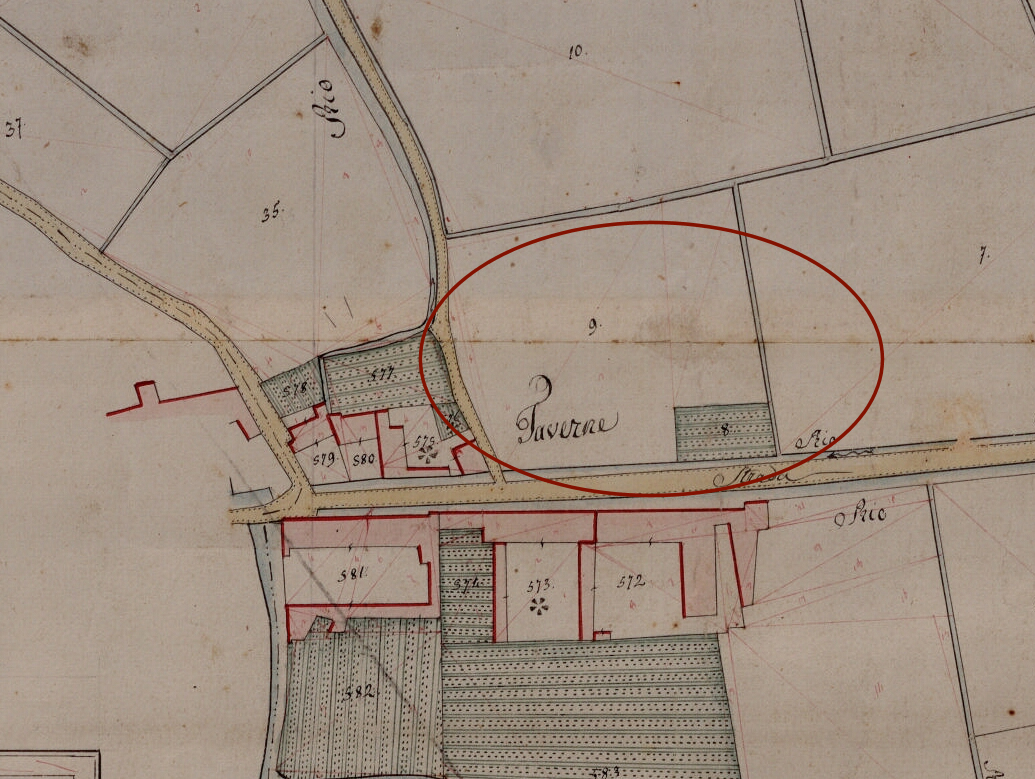
Nella carta è marcato il luogo ove in antico sorgeva la chiesa e il monastero. Estratto della "Mappa originale del Comune censuario di Porta Ombriano", anno 1814, conservata presso l'Archivio di Stato di Milano

Il conte Giselberto IV, per intercessione della propria anima e di quella della moglie Matilde, donò al monastero dei Santi Pietro e Paolo di Cluny, con atto datato 19 maggio 1079, un appezzamento di terra denominato Vooplano presso il monte Argon, affinché fosse fondato un cenobio locale dedicato agli stessi titolari della casa madre, ma successivamente noto più semplicemente come «di San Paolo d'Argon». Nell'elenco dei beni donati figura anche una cappella (chiesa non battesimale) con cimitero situata nel «castro Umbriano» presso la quale avrebbe dovuto essere eretto un monastero di benedettini cluniacensi.
In un documento datato 29 marzo 1081 viene citata la «cella S. Pauli de Vooplano de Umbriano»: cella, quindi, non più semplice cappella, pertanto il monastero in quell'anno era già stato eretto.
Come si evince da una bolla di qualche anno dopo (1095), San Pietro di Ombriano era una delle tre dipendenze cremasche di San Paolo d'Argon, assieme a San Pietro presso la chiesa della Santissima Trinità e San Pietro di Madignano.
Lo storico monsignor Angelo Zavaglio era del parere che le origini di questa «cappella» fossero molto più antiche; innanzitutto, nell'atto del 1085 si parla di donazione, non di costruzione di un nuovo edificio oltretutto già affiancato da un cimitero, indizio di un'esistenza molto più remota. Il nome del santo titolare, inoltre era particolarmente caro alle popolazioni longobarde; non da ultimo, la collocazione lungo la strada Crema-Lodi, un tracciato stradale forse risalente all'epoca romana, un tratto del più vasto collegamento tra Brixia, Laus Pompeia e Pavia.
Nei decenni successivi i discendenti di Giselberto donarono al monastero di Ombriano vasti appezzamenti posti, oltre che in loco, anche a Bagnolo Cremasco, Capergnanica e Chieve che, però, furono poco sfruttati e bonificati (forse per l'esiguo numero di monaci), per cui nell'anno 1155 furono in gran parte riacquistati dagli stessi donatori.
Le notizie successive a quest'anno sono scarse: lo Zavaglio metteva in relazione l'assenza di notizie con l'abbandono del sito a causa della presenza attorno a Crema dell'esercito di Federico Barbarossa e truppe alleate culminate con lo storico assedio del 1159-1160. 
Secondo lo storico Pietro Terni già nell'anno 1187 i beni residui del cenobio erano stati venduti ai coniugi Visconte e Ottobona di Bagnolo.
Peraltro, nel 1155 un documento cita per la prima volta la chiesa di Santa Maria sottoposta all’amministrazione del priore di San Benedetto, la quale era divenuta la nuova chiesa cimiteriale anche grazie alla sua posizione più salubre.
La sola chiesa di San Pietro, tuttavia, era ancora esistente nell'anno 1579 durante la visita apostolica Castelli il quale la definì S. Petri in Pramortorio, ossia San Pietro presso il campo dei morti, e la descrisse come antica e in rovina, scrostata, senza porta, con il tetto rotto, in balia degli agenti atmosferici, nella quale si erano compiuti atti impuri, con ossa in vista (quelle dei sepolti nell'antico cimitero oppure i caduti della battaglia di Ombriano del 1514) per cui ne ordinava un restauro (anche per usi profani). Quattro anni dopo, nel 1583, non essendo avvenuto alcun intervento su di essa, il vescovo Regazzoni ne ordinava la demolizione e i materiali di recupero furono riutilizzati per la sagrestia della chiesa di Santa Maria Assunta, presso la quale fu anche trasferito il titolo di San Pietro.

## Collocazione
La sua collocazione è individuabile in una superficie ora occupata da edifici residenziali di fronte a palazzo Rossi, lungo la strada Crema-Lodi. Tale area, infatti, prima della sua urbanizzazione era denominata «Campo San Pietro», come vuole l'usanza antica di dare un nome agli appezzamenti di terreno.